# 沃西采縣

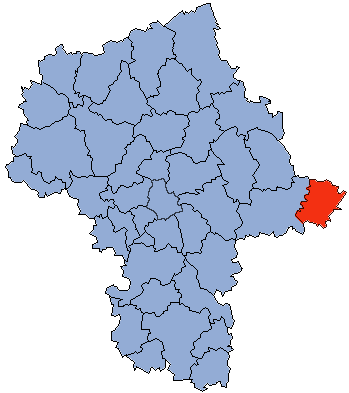

52°13′N 22°43′E / 52.217°N 22.717°E
沃西采縣（波蘭語：Powiat łosicki），是波蘭的縣份，位於該國中東部，由馬佐夫舍省負責管轄，首府設於沃西采，面積772平方公里，2016年人口31,628，人口密度每平方公里41人。